# Alkmaarderhout
El Alkmaarderhout es un estadio de fútbol ubicado en la ciudad de Alkmaar en Países Bajos.

## Historia
Fue construido en 1948 como la sede del Alkmaarsche Boys desde su inauguración hasta 1954, luego pasó a ser la sede del equipo filial del AZ Alkmaar hasta 1967 cuando pasó a ser la sede del primer equipo hasta 2006 cuando se mudaron a su nueva sede.
El estadio cuenta con capacidad para 8914 espectadores aunque su récord de asistencia es de 20000.